# 多田景義
多田 景義（ただ かげよし、? - 1950年12月26日）は日本の医師。韓国の小鹿島更生園、宮古療養所（後の国立療養所宮古南静園）、国立療養所菊池恵楓園に勤務した。1938年-1945年の宮古南静園園長時代、入園者を厳しく取り締まった。戦時中官舎が焼け幹部と共に陸軍の壕に隠れる。入園者は園を離れ、1945年に戦災、マラリア、餓えで110名が死亡した。戦後は菊池恵楓園に勤務。

## 履歴および関連事項
福岡県にて出生。1915年、熊本医學專門學校卒業。京畿道檢疫官。1933年11月 全羅南道済州医院長 1935年1月 朝鮮総督府小鹿島更生園医務課長。
1938年7月 臨時国立宮古療養所、所長。1940年-1941年 多田所長の指示で西本願寺より僧侶を招き週2回修身訓話をさせた。1941年7月1日 宮古療養所は宮古南静園と改称。
1944年10月10日 宮古島初空襲。1945年3月26日 大空襲により園も職員官舎も破壊され、死亡者も出た。入所者、職員も園から離れる。園長ら園幹部は野原師団司令部の壕に隠れる。1946年、多田は本土に引揚げる。1947年2月5日 菊池恵楓園に就職（厚生技官医師）。1950年12月26日 菊池恵楓園に在職中に死亡。

## 宮古南静園における多田景義
実際に就任したのは1938年8月20日である。長身痩躯、長い顔で馬面であった。彼は入園者をきびしく取り締まることを鉄則として、新任早々から、無断外出取り締まりを強化した。なお作業療法の名のもと、毎日入園者を作業に駆り出し、まるで奴隷のように酷使した。そのためたびたびストライキをおこされている。前任者の家坂は監禁室を作らせなかったが彼は1942年に本格的なコンクリートによる監禁室を完成させた。園の境界に鉄条網を張りめぐらした。無断外出に眼を光らせ不在者には減食か監禁室送りであった。軍から強制収容もあり、園内の空気も緊迫した。キリスト教は日本の国体に合わないと、西本願寺から一僧侶をつれてきて、精神訓話をさせた。
施設整備と園内の緑化には力をいれた。沖縄県ハンセン病証言集、宮古南静園集編には、上の様な証言は多数あるが、自ら治療したという記載はない。看護婦が断種も堕胎も治療もしたという。空襲が盛んになって、職員官舎も焼け住む所がなくなり、園を見捨てて野原の師団司令部の陸軍の壕に隠れた。その当時、園長と男性幹部職員2名、看護婦（山下）と夫人との写真が残されている。

## 文献
- 『開園50周年記念誌』 1981年刊 宮古南静園、入園者自治会
- 『創立70周年記念誌』 2001年3月7日 宮古南静園、入園者自治会
- 滝尾英二 『近代日本のハンセン病と子供たち・考 』 2000年 広島青丘文庫
- 『国立療養所菊池恵楓園創立50周年記念誌』 1960年 菊池恵楓園
- 『沖縄県ハンセン病証言集 宮古南静園編 』 2007年,宮古南静園入園者自治会、宮古島市